# Dechado

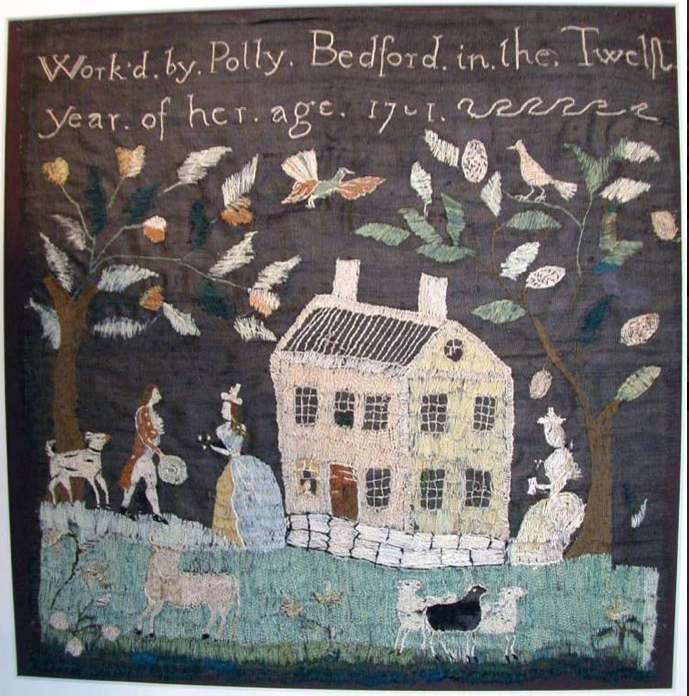
Dechado de Salem, Massachusetts, 1791.

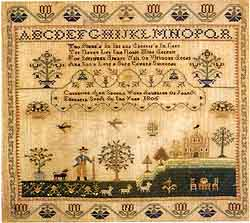
Dechado obra de Catharine Ann Speel en seda sobre lino, 1805, Filadelfia, Estados Unidos.

Un dechado o muestrario es un paño con distintas muestras de costura, bordados o deshilados. El término también se refiere a un ejemplo y modelo de virtudes y perfecciones y, en algunas ocasiones, de vicios y maldades. A menudo incluye el alfabeto, figuras, motivos, guardas decorativas y a veces el nombre de la persona que lo bordó y la fecha.

## Historia
Los dechados fueron realizados en contextos con características diversas. La revisión de su historia y su evidencia material apunta a que su configuración más tradicional resultó de una práctica antigua en Europa occidental.
Los dechados más antiguos que han llegado hasta la actualidad son de los siglos XV y XVI. Estos se han considerado como patrones, sin embargo también existieron patrones impresos que se comercializaron desde el siglo XVI.
Los dechados ingleses del siglo XVI se elaboraban en una banda de tela de unos 15 a 20 cm de ancho. La tela era generalmente de lino bordado. Estos eran denominados dechados en banda y se los valoraba mucho, a menudo son mencionados en testamentos y transferidos de generación en generación. Estos dechados eran trabajados utilizando una gran variedad de puntos de bordado, tipos de hilo y ornamentos. Muchos de los cuales eran extremadamente elaborados, incorporando tonos de colores sutiles, seda e hilos con hebras metálicas, y utilizando puntos yugoslavo, florentino, cruz, cruz de brazos largos, cruz italiano bifaz, arroz, Holbein, ojo argelino y de ojal. Los dechados también incorporaban pequeños diseños de flores y animales, y diseños geométricos bordados utilizando hasta 20 colores distintos de hilo.

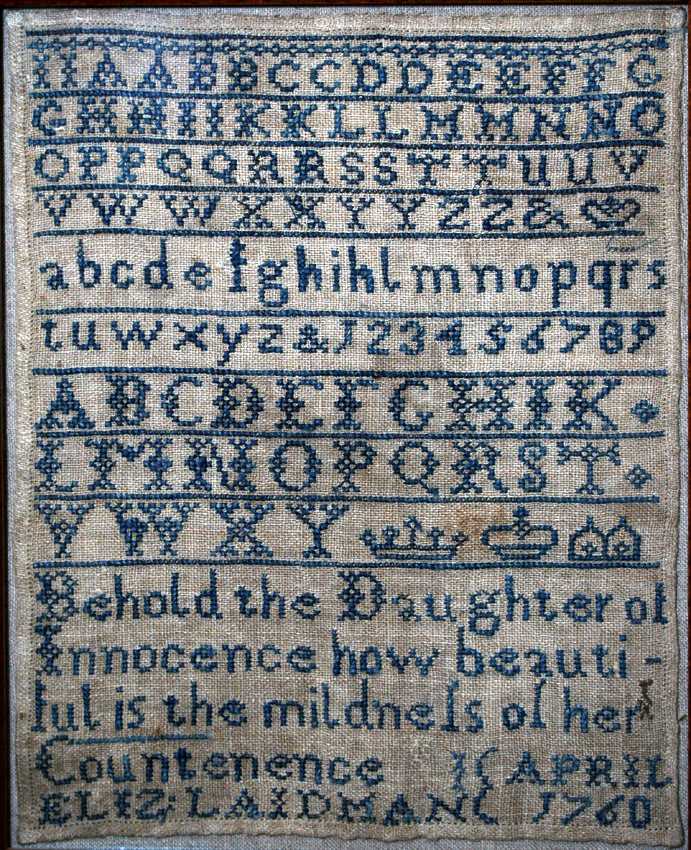
Dechado de alfabeto en punto cruz obra de Elizabeth Laidman, 1760.

El primer libro de patrones de bordado se imprimió en 1523, pero no eran fáciles de obtener y un dechado podría ser la forma más fácil de material de referencia con que contaban las mujeres. 
Uno de los dechados más antiguos se encuentra expuesto en el Victoria and Albert Museum en Londres, el mismo fue bordado por Jane Bostocke quien incluyó en el mismo su nombre y el año 1598 en la inscripción. Posteriormente el dechado evolucionó incluyendo inscripciones con citas religiosas o morales, a la vez que todo el dechado se ordenó de manera metódica. Para el siglo XVIII, los dechados contrastaban de manera evidente con los producidos en los siglos anteriores. Estos nuevos dechados se bordaban más como una demostración de habilidad y conocimiento que para almacenar información sobre un determinado tipo de bordado. El bordado de dechados era considerado una muestra de virtud, logro e industriosidad, y a las niñas se les enseñaba este arte desde muy jóvenes.
En el siglo XVIII, en el contexto de la Ilustración, se consideraba a las «labores mujeriles» como parte de las prácticas características de las mujeres; estas agrupaban el arreglo de prendas y la confección de fajas, calzones, pañuelos y sábanas, además de la elaboración de los dechados; así como el adorno de textiles con bordado, deshilado o encajes. Al considerarse un punto básico de la educación femenina, se propició la elaboración de dechados desde la niñez. Del mismo modo, se proponían como una buena alternativa a los paseos, fiestas o visitas.
Desde aquella época contrastaban dos aspectos de la elaboración de dechados. Por un lado, se revisaba el sentido mecánico que suponía resumir el aprendizaje de ciertos ejercicios de repetición; por el otro, se enfatizaba su «primor o inventiva» que hacían estimables sus resultados. Teniendo como ejemplos a personajes como la propia reina Isabel I de Castilla (Isabel La Católica 1451-1504), se argumentó que estas labores eran propias de las mujeres sin importar su procedencia u ocupación pues resultaban beneficiosos para la ejecutante por ser un buen empleo de su tiempo. Igualmente era apreciado que la señora del hogar incentivara a sus empleadas e hijas a practicar estas tareas supervisándolas y corrigiéndolas de ser necesario. Finalmente, se pensaba que la sociedad en general apreciarían estas prácticas por convertir a su ejecutante en buen ejemplo para su género y en este contexto se inscribió la práctica de dechados. 

### Dechados en México
En el virreinato de la Nueva España se propició el aprendizaje y la práctica de las llamadas labores de manos o «labores mujeriles», continuando así con una tradición que se concretó por lo menos durante la Edad Media tardía. Este tipo de trabajos correspondieron a prácticas manuales como las realizadas a partir del empleo de hilos y agujas, tareas señaladas por algunos libros y revistas de la época como decentes, honestas o delicadas, perfectas para el ejercicio femenino. Dentro de este panorama es que se emplaza la creación de dechados, piezas cuyo origen, en el caso de México, puede rastrearse hasta el periodo virreinal, a pesar de la imposibilidad de señalar una fecha exacta.
Entre las menciones que pormenorizan los antecedentes del tema, destaca el caso de la crónica Historia de los indios de la Nueva España (1541), escrita por el fraile franciscano Toribio de Benavente «Motolinía». En ella se menciona que Isabel de Portugal, entonces reina consorte del rey Carlos I de España, dictó que un grupo de «mujeres devotas españolas» se establecieran en el virreinato para instruir a las niñas indias. El objetivo era que las aleccionaran para que pudieran «ser casadas», destacando el coser, labrar y bordar como prácticas paralelas al aprendizaje de la doctrina cristiana.
Hacia mediados del siglo XVII la palabra «dechado» comienza a figurar como un término de mención constante. Generalmente su función fue metafórica y sirvió para señalar a personajes dignos de reconocerse como ejemplo de virtudes y modelos de perfección, destacando el caso de la Virgen María y de Cristo. Un precedente de la revisión del vocablo es el Tesoro de la lengua castellana o española (1611) por Sebastián Covarrubias, el primer diccionario en su tipo;  en dicha publicación, el vocablo es definido como un ejemplo y se le relaciona directamente con las labores textiles, refiriendo su variante metafórica a las personas cuya virtud las hace dignas de imitación.
Desde la segunda mitad del siglo XVII, en la Nueva España también existieron imágenes en las que figuran escenas de mujeres dedicadas a las labores en hilo y aguja, entre ellas los dechados. Destacan el caso de imágenes de emblemas morales y de las relacionadas con la vida de la Virgen.
Los dechados mexicanos más antiguos que se conocen datan de 1784, sin embargo, se puede pensar que el origen de su práctica es anterior. Estas piezas son similares a sus contemporáneas españolas en cuanto a composición y formato, distinguiéndose por las formas y motivos que recogen: mientras que las piezas españolas de este periodo se caracterizan por la presencia de diseños geométricos de repetición por franjas o tareas, las piezas mexicanas añaden motivos vegetales, animales y personajes trazados a partir del delineado de sus formas. En cuanto a los materiales, es común la presencia de soportes de lino e hilos de seda, asimismo —aunque en menor medida—  se conocen ejemplos trabajados con hilos metálicos y de algodón. 
La gran mayoría de los dechados que sobreviven dentro de las colecciones de museos corresponden al siglo XIX. Durante esta época y como resultado de las disposiciones que se establecieron en la materia, los dechados se consolidaron como un elemento tradicional, común entre los lugares de enseñanza e instrucción de mujeres. Es así que en el siglo XIX se crearon dechados que resultaron de ejercicios de repetición con afán de aprendizaje y perfeccionamiento; se realizaron en colegios, escuelas, así como en algunos conventos, por lo menos hasta la época de la exclaustración, además de al interior del hogar o en casas de instrucción.
El siglo XIX también trajo consigo la declaración de libre comercio que —a diferencia de la época virreinal cuando el ingreso de mercancías era limitado y vigilado— posibilitó la importación de nuevas tendencias, materiales, diseños y técnicas; destacando el papel de los patrones que solían publicarse en ediciones periódicas, impresos publicitarios o dentro de libros relacionados con el tema. Las posibilidades eran varias y las imágenes muestra presentaban diversas variaciones en cuanto a su complejidad, calidad de impresión y detalle. Incluso podían ser o no acompañadas por un diseño reticular que facilitaba el trabajo.
Nuevos motivos aparecieron en los dechados y pasaron a formar parte de sus repertorios más tradicionales. En este sentido destacan los motivos nacionalistas. También se incorporaron imágenes de inspiración francesa e inglesa; se popularizaron los muestrarios con números, abecedarios y frases sentimentales. Además, dentro de esta centuria, fue sintomática la introducción de nuevos materiales que se sumaron a los preciados y escasos ejemplos en lino o seda que sobrevivieron de la época anterior. A partir de 1860 despuntó el trabajo con chaquira como resultado de su producción a nivel industrial.
El ámbito escolar que enmarcó la creación de dechados derivó en la presencia constante del nombre de la autora o alumna, del de su maestra, la fecha de terminación y el lugar de ejecución. A este periodo corresponden varias piezas que enfatizan su función como muestra para el uso de sus dueñas. Probablemente durante esta época fue cuando más popularidad cobró tal ejercicio, resultado de ello sobreviven numerosos ejemplos en colecciones particulares; algunos dechados se enmarcaron y pasaron a enriquecer los muros de las casas de sus dueños o de los seres queridos de sus autoras; otros más fueron regalados a visitas, amistades o familiares queridos y en ocasiones lejanos. Así mismo, también se sabe que otros más de esta época fueron dados a personas que los llevaron consigo a otros países, derivando en la conformación de colecciones destacadas alrededor del mundo.
El trabajo plasmado en los dechados señala a los patrones impresos como parte de sus principales fuentes formales. Durante el siglo XIX y la primera mitad del siglo XX, la llegada a México de revistas, libros e ilustraciones de origen extranjero, pusieron a disposición del «bello sexo» recursos especialmente enfocados en sus prácticas principales, destacando el caso de las labores en hilo y aguja.
Dentro de este panorama destacó la publicación periódica titulada «Calendario de las señoritas mexicanas», así como «La Camelia», «Semanario de Literatura, Variedades, Teatro, Modas», etc. Desde España llegaron títulos como «La dama elegante» con nuevos diseños de costura y las últimas tendencias de la moda parisina. Sus contenidos abarcaban poesía, cuentos y novelas; textos de divulgación científica y artículos sencillos sobre nociones generales de lavado de ropa, moda y bordado, acompañados en todo caso por ilustraciones y patrones de tejido, bordado o deshilado; además se imprimieron patrones en folletines, impresos sueltos como tarjetas, cartones perforados para transferir los dibujos, e incluso modelos estampados alrededor de los carretes de hilos. Todo lo anterior repercutió en el intercambio de motivos, diseños e imaginarios a nivel internacional.

#### Dechados Indígenas en México
Los dechados indígenas sirven para practicar, enseñar y recordar técnicas y diseños cuya peculiaridad es que retoman las características formales que distinguen a cada comunidad. Este tipo de dechados revela la repetición de las formas estilizadas de flores y animales, así como de representaciones geométricas; tienden a uso de colores crudos con los que se configuran motivos muy específicos que distinguen los referentes visuales de la comunidad a la que corresponden. Estas piezas evidencian un importante intercambio iconográfico y metodológico entre las comunidades indígenas y tradiciones occidentales de origen tardo-medieval. Así mismo, también ponen de manifiesto los referentes culturales que dan forma a la identidad de sus autores y a su relación simbólica con la naturaleza y con sus creencias.  Algunos de los dechados creados fuera del contexto de las comunidades indígenas muestran una clara influencia de la iconografía de tales comunidades, la cual fue adoptada y reinterpretada, permitiendo reconocer que el intercambio iconográfico ocurrió en ambos sentidos.

#### Dechados en el México moderno
A partir de los últimos años del siglo XIX, los materiales sintéticos y los pigmentos de anilinas se tornaron en el común denominador de los dechados. Los delicados abecedarios en seda de la etapa anterior cedieron la hegemonía a las puntadas en brillante hilo de estambre en punto de cruz sobre soporte de cañamazo. Las razones de este cambio radican en el veloz desarrollo tecnológico, en la necesidad práctica de la educación, en la apuesta por optimizar el proceso de enseñanza y aprendizaje, así como la cada vez mayor importancia que fueron adquiriendo otro tipo de habilidades.
Fue común la elaboración de abecedarios en gran formato, con ellos se cubrieron las superficies de lienzos en los que también se recogieron motivos ornamentales que se ven repetidos en carpetas, manteles, pañuelos, camisas, camisones, ropa interior y demás textiles. Continuó la presencia de flores y motivos religiosos resultado de un imaginario que hacia mediados del siglo XIX, de la mano del Romanticismo, se consolidó como un síntoma de «lo femenino» o del llamado «el bello sexo»; en este sentido fue fundamental la influencia de los patrones de bordado que, debido a su comercio y uso a gran escala, perfilaron muchas de las tendencias y modas.
La creación de este tipo de impresos es consecuencia de la popularidad de la práctica de labores textiles, así como de la demanda de ciertos motivos de moda, algunos de los cuales ya contaban con siglos de tradición.

#### Tipos, temas y motivos en los dechados mexicanos
Los dechados pueden clasificarse de acuerdo con su intención, revelada a través de sus formas. Los realizados en México, ya entrado el siglo XIX y a partir de entonces, demuestran una gran variedad en este sentido, permitiéndonos realizar un ejercicio de análisis y catalogación que retoma las propuestas en esta materia, desarrolladas por la investigadora española Maravillas Segura Lacomba, considerando para ello el caso español.  Con esa base, en este proyecto los dechados fueron clasificados como de prácticas, por revelar el proceso de práctica y aprendizaje de cierta técnica o diseño específico; muestrarios, cuando privilegia el acopio de diferentes tipos de imágenes, diseños ornamentales y puntadas; marcadores, considerando aquellos casos que reúnen abecedarios, números y ejemplos de remates que servían para personalizar prendas y ropa blanca;  y, finalmente, los dechados magistrales, obras que superaban todos los casos anteriores al ser el resultado de una mano experta en este tipo de tareas, generalmente, estos dechados suelen lucir el nombre de su autora y dan cuenta de que su principal función fue el ser apreciados por la mirada de sus dueñas y de sus familiares, probablemente a manera de presea de un hogar.  Acerca de estas categorías, es necesario mencionar que no se trata de ámbitos cerrados, con divisiones tajantes, ya que, en muchos casos, parece que los dechados satisfacen los requisitos de más de una de ellas.
Dentro de los tipos de dechados que se conocen, sobreviven varios realizados entera o parcialmente a partir de abalorios o chaquiras. El concepto de «abalorio» hace referencia a pequeños trozos de vidrio perforados que se llevan en sartas o hilos; este grupo abarca las lentejuelas, los canutillos y las chaquiras. Durante el periodo virreinal, las chaquiras se importaron a México desde Venecia, Bohemia, Checoslovaquia, China e India; durante el siglo XIX se popularizó su empleo en la ornamentación de los objetos bordados, en la confección de objetos religiosos y en la creación de accesorios como cigarreras, bolsos y tarjeteros. Este afán cobró impulsó a partir de las innovaciones tecnológicas que permitieron, a partir de 1860, se produjeran chaquiras a nivel industrial. Las piezas que aquí se muestran permiten apreciar las tendencias en el trabajo con chaquira, las cuales fueron pormenorizadas en manuales de «labores» o en los reglamentos de los talleres de costura de las escuelas de niñas o señoritas en los que se consideraba que era indispensable que las mujeres aprendieran a trabajar con dicho material, de moda hacia finales del siglo XIX y durante las primeras décadas del XX.
Uno de los temas obligados de la historia del dechado es aquel que se refiere a su relación con la tradición católica y con la Virgen María en tanto principal modelo de vida femenil. Son numerosos los ejemplos que, a través de palabras o imágenes, muestran la dedicación de la Virgen a tareas de costura durante episodios tales como «La educación de la Virgen, La Anunciación» y en diversas escenas en las que se figura a la Sagrada Familia en su hogar. Esta relación consolidó la consideración de este tipo de actividades como propias y adecuadas para las damas, hecho que se confirma al revisar las metáforas del bien obrar, resueltas mediante referencias a las labores de costura, comunes en lecturas morales y religiosas. En este tenor, María y las mujeres que imitaran su camino, no sólo se tendrían por ejemplos de «lo femenino», sino que inclusive llegarían a ser referidas como «dechados» pues eran consideradas como regla, muestra y ejemplo para el género.
En el caso de México, durante el periodo virreinal y parte del siglo XIX, lo anteriormente referido se enfatizó y perfiló al interior de los conventos de monjas. En ellos se consolidó un paradigma de educación femenil que trascendió los muros de este tipo de clausuras, propiciando la repetición y el anhelo, por gran parte de la sociedad, del cultivo de una vida dedicada a la observancia de la religión y de sus principales valores que, entre otras cosas, propició el interés en las llamadas «labores de manos» o «mujeriles»; no en vano, al interior de los conventos existieron salas llamadas «de labor», especialmente dedicadas al trabajo de estas materias. De ello resulta que muchos dechados revelen un diálogo evidente con el ámbito religioso, con sus imaginarios, discursos, personajes principales y tradición material.
Las flores se cuentan entre los motivos más utilizados dentro de este tipo de piezas. Se observan lirios, amarantos, claveles, jazmín y rosas, símbolos de la fertilidad, el cuidado, la belleza, el sacrificio,  el amor, la humildad, la misericordia. En algunas ocasiones podría afirmarse que la presencia de este tipo de motivos hace de los dechados un jardín virtuoso.
De manera concreta, los lirios refieren a la pureza y a la castidad; el clavel a la obediencia y a la penitencia; el amaranto a la unión y la fraternidad; el jazmín a la sencillez y la simplicidad; las rosas representan pureza, amor, humildad, misericordia, amor a Dios, belleza y sabiduría. También se realizaron dechados protagonizados por frases de amor y desamor con pictogramas.
Los motivos religiosos también son de presencia constante en los imaginarios que muestran los dechados. Son comunes las cruces o los corazones en llamas, monogramas de la Virgen —así como varias de sus advocaciones—, símbolos de Cristo, imágenes del Cordero de Dios y custodias.
Otro grupo correspondió a la representación de animales e insectos. Destaca la figuración de ovejas, perros, aves, monos, venados, ardillas, conejos, caballos y toros.
Por otro lado, los programas iconográficos de corte político también se hicieron presentes a través de la representación de elementos heráldicos o símbolos patrios que sugieren ideas conservadoras en el contexto político de la primera mitad del siglo XIX o bien, en cuanto a los casos más tardíos, elaboran una exaltación patriótica.